# La vita oscena
La vita oscena è un romanzo scritto da Aldo Nove pubblicato nel 2010.

## Trama
Si tratta di un'autobiografia in forma di romanzo, dove l'autore oltre che ai riferimenti alla propria vita vuole completare un percorso che aveva iniziato con la sua terza opera: Woobinda. Il percorso viene definito dallo scrittore come un compito che sentiva di dover svolgere ovvero quello di raccontare il mondo che lo circondava, compito però che (prima dell'uscita di La vita oscena) non riuscì mai a realizzare in modo diretto con un racconto autobiografico, poiché non si sentiva sufficientemente distaccato per poter vedere quanto aveva vissuto con occhi diversi.

## Edizioni
- Aldo Nove, La vita oscena, Einaudi Stile Libero, 2010,  p. 116, ISBN 978-88-06-20001-5.

## Media
Dal romanzo è stato tratto un film del 2015.